# Disque-monde
 (juillet 2023).
Si vous disposez d'ouvrages ou d'articles de référence ou si vous connaissez des sites web de qualité traitant du thème abordé ici, merci de compléter l'article en donnant les références utiles à sa vérifiabilité et en les liant à la section « Notes et références ».
Le Disque-monde (Discworld en anglais) est un monde imaginaire de fantasy burlesque développé à partir de 1983 par l'écrivain britannique Terry Pratchett dans la suite de romans Les Annales du Disque-monde et adapté depuis sur divers supports.

## Inspiration et origine de la série littéraire
Après quelques nouvelles de science-fiction ou d'horreur, Terry Pratchett se consacre rapidement à la fantasy, expliquant qu'« il est plus facile de faire plier l'univers autour de l'histoire » dans ce genre littéraire. En 1981, Terry Pratchett écrit Strate-à-gemmes, un premier roman qui donne un aperçu de la construction du Disque-monde et en particulier de ses aspects physiques : un disque posé sur quatre éléphants, eux-mêmes debout sur le dos de la grande tortue A'Tuin qui voyage dans l'espace. Deux ans plus tard, il publie le premier volume du Disque-Monde, La Huitième couleur. À cette époque, il écrit à côté de son travail à plein temps de chargé des relations publiques pour le Central Electricity Generating Board (bureau pour l’énergie) dans une zone qui recouvre plusieurs centrales nucléaires.
Son premier roman de la série Disque-monde est publié en 1983 par Colin Smythe Limited. Les droits pour la version poche sont rapidement acquis par Corgi, une filiale de l'éditeur Transworld. L'auteur gagne en popularité lorsqu'il est mis en avant dans l'émission radio de la BBC Woman's Hour ; il signe alors chez l'éditeur Victor Gollancz, dont il est le premier auteur de fantasy. Colin Smythe devient son agent. À cette époque, Pratchett prend l'habitude d'écrire tous les soirs après le travail, environ 400 mots. En 1987, après la publication du quatrième volume du Disque-monde, Mortimer, il démissionne de son emploi pour écrire à plein temps.
Peter Hunt dit en 1991 que « aucun train britannique ne peut quitter la gare s'il n'y a pas au moins un passager en train de lire un roman de Pratchett », et en 2002, un livre vendu sur 100 en Angleterre est écrit par Pratchett. Il est l'auteur le plus vendu en Grande-Bretagne dans les années 1990, ; en 1996, il est pour la dernière fois de la décennie l'auteur le plus vendu et le mieux payé du Royaume-Uni, avant d'être détrôné par J. K. Rowling à partir de l'année suivante. Son travail sur la fantasy, rendant le genre populaire et apprécié par les masses, est parfois présenté comme une raison pour laquelle la saga Harry Potter a pu rencontrer un succès commercial immédiat,. Il reste second dans le classement, et garde le titre douteux d'auteur le plus volé en magasin,.
En 2008, Pratchett a vendu 65 millions de livres dans 35 langues. À sa mort, il a vendu plus de 85 millions de livres dans 37 langues. Le roman La Couronne du berger, publié à titre posthume quelques mois après sa mort, se vend en près de 53 000 exemplaires dans les trois jours qui suivent sa sortie,. Il s'agit de son dixième roman classé premier des ventes britanniques la semaine de sa sortie.

## Description de l'univers du Disque-monde

### Géographie
Le Disque-monde est un monde plat et circulaire, complété par l’immense chute d'eau qui s’écoule de ses bords. Il est soutenu par les quatre éléphants Bérilia, Tubul, Ti-Phon l’Immense et Jérakine, eux-mêmes juchés sur la carapace de la Grande A’Tuin, tortue gigantesque naviguant lentement dans le cosmos. Une petite lune et un petit soleil orbitent autour du disque, chacun d'environ un mile de diamètre au début de la série ; plus tard dans les romans, elles font 80 miles de diamètre. Comme le Disque-monde est un disque, les points cardinaux (nord, sud, est et ouest) n’existent pas, et les directions sont donc remplacées par leurs équivalents circulaires : vers le moyeu, vers le bord, sens direct et sens rétrograde.
Ankh-Morpork, la plus grande et la plus fameuse ville du Disque-monde, où se déroule la majorité des romans, est située dans les plaines de Sto, sur le premier continent. Elle est formée de la réunion de deux villes « Ankh » et « Morpork », séparées par le fleuve Ankh. Ankh-Morpork est dirigée par le patricien Havelock Vétérini et les guildes. Sa population est d'environ 1 000 000 habitants, ce qui en fait la plus grande ville sur le Disque-monde. Avec une population naine d'environ 50 000 individus, Ankh-Morpork est également la plus grande ville naine hors d'Überwald. Au fur et à mesure du développement de l'univers, la ville passe d'une caricature des univers médiévaux-fantastiques pour devenir une allusion au Londres du XIXe siècle, et plus exactement de l'été 1858 de la Grande Puanteur. Enfin, son surnom, « La Grosse Youplà » (The Big Wahoonie en anglais, le wahoonie étant un fruit du disque-monde), est un clin d'œil à celui New York, « la grosse pomme ».
Il y a quatre continents principaux sur le disque. Le plus grand, qui n'est pas nommé, est celui où se déroulent la plupart des romans. Il est essentiellement un équivalent à l’Eurasie. C'est là que se trouvent les plaines de Sto et les montagnes du Bélier mais aussi l'Uberwald ou les steppes axlandaises. Les plaines de Sto, dans les méandres graisseux de l'Ankh, sont occupées par plusieurs petites cités-États très policées et entourées par des kilomètres de champs de chou. À l'embouchure du fleuve se trouve la plus célèbre cité du disque, Ankh-Morpork, site de l’Université de l'Invisible et décor principal de plusieurs romans. Les montagnes du Bélier constituent une chaîne de montagnes gigantesque parsemée de micro-royaumes comme celui de Lancre. Überwald, région montagneuse et sauvage qui s’étend entre le Bélier et le Moyeu, est un territoire divisé, sous la coupe de clans de vampires et de loup-garous. La plus importante population de nains du Disque-monde vit dans cette région où siège le Petit Roi. Le moyeu du disque est occupé par Cori Celesti, un immense pic vertical gris et glacé. À son sommet se trouve Dunmanifestine, le domaine des dieux du disque, qui rappellent ceux des mythologies nordique et de l'Olympe grecque.
Klatch est un autre continent, il s'apparente à l'Afrique et au monde arabe, et contient quelques éléments inspirés de l'Inde.
Le continent Contrepoids est occupé par l'Empire agatéen, inspiré de la Chine et de sa grande muraille.
Le quatrième continent, XXXX (série de 4 croix en sautoirs prononcée « quatrixe » pour Quatre X, ou en anglais Four (e)X), est inspiré de l'Australie, en référence possible à la marque XXXX de bières australiennes célèbres localement.

### Éléments merveilleux

#### Merveilleux et humour
Le Disque-monde est un univers de fantasy avec son lot de magie, de dragons et de voleurs. La magie est très présente sur ce monde, provoquant un affaiblissement du tissu de la réalité. L'une des clefs principales de l'œuvre de Terry Pratchett est la satire, empruntant des éléments communs à la plupart des univers d'heroic-fantasy et les poussant suivant une certaine logique jusqu'à l'absurde.
Cependant, l'univers du disque-monde se présente tel un paradigme.
Le faible niveau de réalité du disque est une justification à l'insertion d'éléments provenant d'autres univers comme le cinéma dans Les Zinzins d'Olive-Oued et la musique rock. Il permet également aux croyances de se matérialiser : si les habitants du disque croient en quelque chose, c’est que cette chose doit exister. Et les habitants du disque croient en de nombreuses choses :
- les dieux qui régissent la vie des mortels et dont le pouvoir et l'apparence dépendent du nombre de fidèles, tels que le dieu Om (eu) qui apparaît dans le roman Les Petits Dieux sous la forme d'une tortue, ou la déesse Anoïa, patronne des maladroits et malchanceux qui coincent des ustensiles de cuisines dans les tiroirs ;
- les personnifications anthropomorphiques. Il suffit qu’un concept soit suffisamment développé et répandu pour que celui-ci soit personnifié par un personnage. La Mort fait partie de ces personnages.

Il se trouve plusieurs parodies d'ouvrages et d'accessoires ésotériques, comme le carot, la sagesse distillée des anciens, un jeu de cartes utilisé pour dire la bonne aventure et pour jouer. Parmi les cartes dénommées dans le jeu du Disque-monde se trouvent l'Étoile, « l'Importance de se laver les mains » (Tempérance), la Lune, la Mort, le Huit d'Octogramme, le Quatre d'éléphant ou encore l'As de tortue.

#### Magie
Le nombre huit a une signification particulière pour le disque. Il y a huit couleurs dans le spectre solaire (la huitième étant l’octarine, couleur de la magie perceptible par les mages), huit jours dans une semaine discale (le huitième étant octedi). À cause d’arrangements astronomiques particuliers, il y a également huit saisons (et 800 jours) dans un an, bien que pour la plupart des habitants du disque, une année c’est quatre saisons, quoi qu’en disent les astronomes. Les jeux de cartes sur le disque-monde possèdent huit « couleurs » : bâtons, épées, coupes, pièces, octogrammes, éléphants, tortues et couronnes. Le plus puissant des livres de sortilèges est l'In-Octavo, qui contient les huit sortilèges fondamentaux. Le huitième fils d'un huitième fils sera un mage, et si ce dernier a huit fils, le cadet deviendra un sourcelier (une sorte de mage surpuissant). Il existe enfin un métal, l’octefer, aux fortes propriétés magiques (le bourdon du sourcelier dans Sourcellerie en est fait), et un gaz, l’octigène.
L'octarine forme la huitième couleur du spectre solaire, et est étroitement associée à la magie. Elle apparaît dès La Huitième Couleur (The Colour of Magic, 1983), premier roman du cycle. Seuls les magiciens peuvent la percevoir, et on la décrit parfois comme une sorte de jaune-pourpre verdâtre fluorescent. Les magiciens possèderaient dans le fond de l'œil, en plus des cônes et des batonnets habituels, un troisième type de récepteur cellulaire, les octogones, sensibles spécifiquement à l'octarine.
La magie existe sous des formes sauvages (à l’état brut) ou domestiquées (transformée, canalisée, apprivoisée par des sortilèges et compilée dans les grimoires). Pratchett s’amuse à en faire parfois un concept presque physique et quantifiable puisque la magie semble mesurable, son unité de mesure étant le Thaum (The Light Fantastic, 1986).

### Technologie
Malgré leur univers de fiction, les romans de Pratchett sont empreints de détails technologiques et de méthodologie scientifique, dans la lignée de l'écrivain Lyon Sprague de Camp. Il développera certaines de ses idées dans la série d'ouvrages de vulgarisation scientifique La Science du Disque-monde,.
Le Disque-Monde est également le cadre du développement de nouvelles technologies inspirées de ce qui a pu être développé au XIXe siècle. Ces inventions et leurs diverses implications sur la vie quotidienne des individus et les mutations de la société qu'elles provoquent peuvent être le sujet principal de certains tomes parmi lesquels :
- Les Zinzins d'Olive-Oued qui raconte l'histoire du cinématographe en mettant en scène Planteur Je-m'tranche la gorge comme producteur de cinéma ;
- La Vérité qui raconte les événements consécutifs à la fondation du premier journal d'Ankh Morpork, grâce à l'invention de l'imprimerie par les nains ;
- Déraillé qui raconte l'invention et l'utilisation de la machine à vapeur, l'essor du transport ferroviaire et les résistances que cela provoque.

Certaines technologies apparaissent quant à elles en toile de fond d'autres histoire. Parmi celle-ci on peut citer : 
- les tours clacs, directement inspirées du télégraphe Chappe, dont la concurrence avec le système postal est le cœur de Timbré ;
- la photographie, qui fonctionne grâce à des gnomes peignant très vite à l'intérieur de l'appareil, est utilisée par plusieurs personnages dont Otto le vampire reporter de presse qui se désintègre lorsqu'il utilise un flash ;
- la règle à calcul qui est l'objet fétiche de l'inventeur de la machine à vapeur, et l'outil qui lui permet de ne pas exploser avec son invention, dans Déraillé.

### Personnages
Le Disque-monde est peuplé de toutes sortes de races dont les humains, les trolls, les nains, les gobelins et des dragons. Ces races subvertissent souvent les normes de genre.
L'œuvre de Terry Pratchett est très riche de personnages hauts en couleur, mais certains reviennent de façon récurrente en arrière-plan de la trame principale, ou sont les personnages principaux de plusieurs romans : le mage Rincevent, le bibliothécaire anthropoïde, la Mort, les trois sorcières ou encore les membres du guet de la ville d'Ankh-Morpork.

## Œuvres associées

### Livres
La série de romans du Disque-monde est constituée de 41 tomes, tous situés dans le même univers, celui du Disque-monde, et rédigés par Terry Pratchett. Ces 41 romans peuvent presque tous être lus séparément, à l'exception du deuxième tome, Le Huitième Sortilège, qui est la suite directe du premier, La Huitième Couleur. Les personnages et les lieux sont les mêmes dans tous les romans. Chaque série met en avant un groupe de personnages récurrents, qui évoluent légèrement d'un roman à l'autre, les histoires à l'intérieur de chaque série étant racontées dans l'ordre chronologique. Les séries sont identifiées par leurs thèmes communs, mais ne sont pas traitées ouvertement comme telles par Pratchett ; il est cependant commun pour les maisons d'édition de suivre leur ordre.
Les illustrations des romans sont faites d'abord par Josh Kirby puis par Paul Kidby après la mort de son prédécesseur. Leurs couvertures originales des romans ne sont, d'après certains universitaires, pas seulement des décorations, mais participent à l'interprétation des ouvrages et de leur sous-texte. Dans Le dernier héros, roman illustré par Kidby, l'image est parfaitement intégrée au texte et le complète.

### Adaptations
En 1986, la première adaptation en jeu vidéo du Disque-monde sort sous le titre The Colour of magic : il s'agit d'un jeu d'aventure textuel. En 1995, Discworld est le premier d'une trilogie de jeux vidéo développés par Perfect Entertainment.
En 1990, Stephen Briggs adapte Trois soeurcières en pièce de théâtre accessible aux troupes amateur. Il fait de même pour vingt autres romans du Disque-monde.
En 1992, la duologie de début des romans est adaptée en bande dessinée. Deux ans plus tard, c'est le cas de Mortimer, en en 2000 de Au Guet !.
En 1997, Trois soeurcières et Accros du roc sont adaptés en dessin animé sur Channel 4,.
En 2006, Sky1 adapte Le père Porcher en deux téléfilms. En 2008, la chaîne fait de même pour La Huitième Couleur et Le Huitième Sortilège, avec David Jason dans le rôle de Rincevent et Sean Astin dans celui de Deuxfleurs. Un troisième et dernier roman est adapté en 2010 par la chaîne, Timbré, encore en deux parties,.
En 2019, des fans produisent un court-métrage d'une nouvelle du Disque-monde, Troll Bridge. Le court-métrage, passé par une campagne de financement participatif, est approuvé par Terry Pratchett pendant la production et par Rhianna Pratchett à sa sortie et reçoit de nombreuses récompenses.
En 2020, Rhianna Pratchett annonce une adaptation télévisée « parfaitement fidèle » des romans de son père. La même année, BBC America produit une adaptation des romans sous le titre The Watch, qui suit des personnages du Guet d'Ankh-Morpork dans un univers réaliste. La série reçoit un accueil très négatif de personnes n'y voyant aucun lien avec les romans d'origine,.
Les livres audio de la série sont narrés par Stephen Briggs, Martin Jarvis, Nigel Planer et George Guidall. Une nouvelle série de livres audio est lancée par Penguin Random House à partir de 2021, avec Bill Nighy pour les notes de bas de page, Peter Serafinowicz pour la Mort, et différents narrateurs dont Indira Varma, Colin Morgan, Andy Serkis et Sian Clifford.